# Nacionalni park Đerdap
Nacionalni park Đerdap (srpski: Национални парк Ђердап) se nalazi u sjeveroistočnom dijelu Srbije (općine Golubac, Majdanpek i Kladovo), na samoj granici s Rumunjskom. Park se prostire na površini od 63.680 hektara (636,8 km²) i okružuje ga dodatnih 93.968 ha zaštićene površine. Osnovni prirodni fenomen ovog područja je 100 km duga Đerdapska klisura, najduži i najveći klanac u Europi kroz koju protječe rijeka Dunav. Na nekim dijelovima se okomite litice izdižu 300 m iznad razine Dunava, a izmjerena dubina u takozvanim „kotlovima” ide i do 82 metara. Zahvaljujući zaštićenom položaju tzv. „Gvozdena vrata” štite više od 60 šumskih zajednica i šikara od kojih su mnoge relikti tercijarnih šumskih zajednica.
Park se prostire na oko 100 km desne obale Dunava, od Golupca do Karataša kod Kladova, i obuhvaća uski šumoviti brdsko-planinski pojas uz Dunav, širine 2 – 8 km, koji se izdiže iznad Dunava od 50 – 800 metara nadmorske visine. Ovo područje je proglašeno nacionalnim parkom 1974. godine.
Posebne cjeline predstavljaju 4 klanca usječena u vapnenačke stijene južnih Karpata: Golubačka klisura (dužine 14,5 km i najmanje širine 230 m), Gospođin vir (dužine 15 km i najmanje širine oko 220 m), te Kazanska i Sipska klisura (dužine 19 km i najmanje širine 150 m); te tri kotline koje ih razdvajaju: Ljupovska, Donjomilanovska i Oršavska. 
Karakterističan povijesni razvoj, vrlo povoljna đerdapska mikroklima, složena mreža klanaca, kanjona i dubokih uvala, ovaj prostor izdvajaju kao jedinstven europski rezervat tercijarne flore, vegetacije i faune. 
Osnovna odlika parka je velika šumovitost (preko 64 %) i izrazito bogatstvo i raznovrsnost flore, faune geomorfoloških oblika i bogatstvo kulturno-povijesnih spomenika od najstarijih vremena do danas. Oko 9 %, odnosno 5500 ha, površine parka čini dio Dunava koji pripada Srbiji, što Nacionalni park Đerdap čini i riječnim parkom. Flora Đerdapa se ne odlikuje samo raznovrsnošću i bogatstvom, nego i izrazitim reliktnim karakterom. Na prostoru parka opstaje preko 1100 biljnih vrsta. Raznolikost staništa i zajednica se odrazila i na faunu koja poput flore, nosi obilježje reliktnosti. Na ovom prostoru se mogu sresti medvjed, ris, vuk, čagalj, štekavac, sova ušara, crna roda kao i mnoštvo drugih vrsta. 
Vrlo povoljni uvjeti za život bili su razlog stalnog prisustva čovjeka o čemu svedoče mnogi arheološki nalazi i kulturno-povijesni spomenici, kao što su naselje Lepenski vir (iz oko 7000. – 5000. pr. Kr.) i arheološki lokaliteti kao što su: utvrda Diana, Golubački grad, ostaci Trajanovog mosta, Trajanova tabla, rimskog limesa, raznovrsni kašteli, te očuvani primjeri narodne slavenske arhitekture.
Dana 18. ožujka 2002. godine Republika Srbija je nominirala Nacionalni park Đerdap za upis na UNESCO-ov popis mjesta svjetske baštine u Europi.
- Lepenski vir
- Trajanova tabla
- Starorimska utvrda Diana
- Golubački grad
- Otok i naselje Adakale

## Poveznice
- Hidroelektrana Đerdap

## Vanjske poveznice
- Službene stranice NP Đerdap  Arhivirana inačica izvorne stranice od 11. rujna 2016. (Wayback Machine) (srp.) (engl.)
- NP Đerdap, kompletan vodiš krot Srbiju